# Simon Reeve

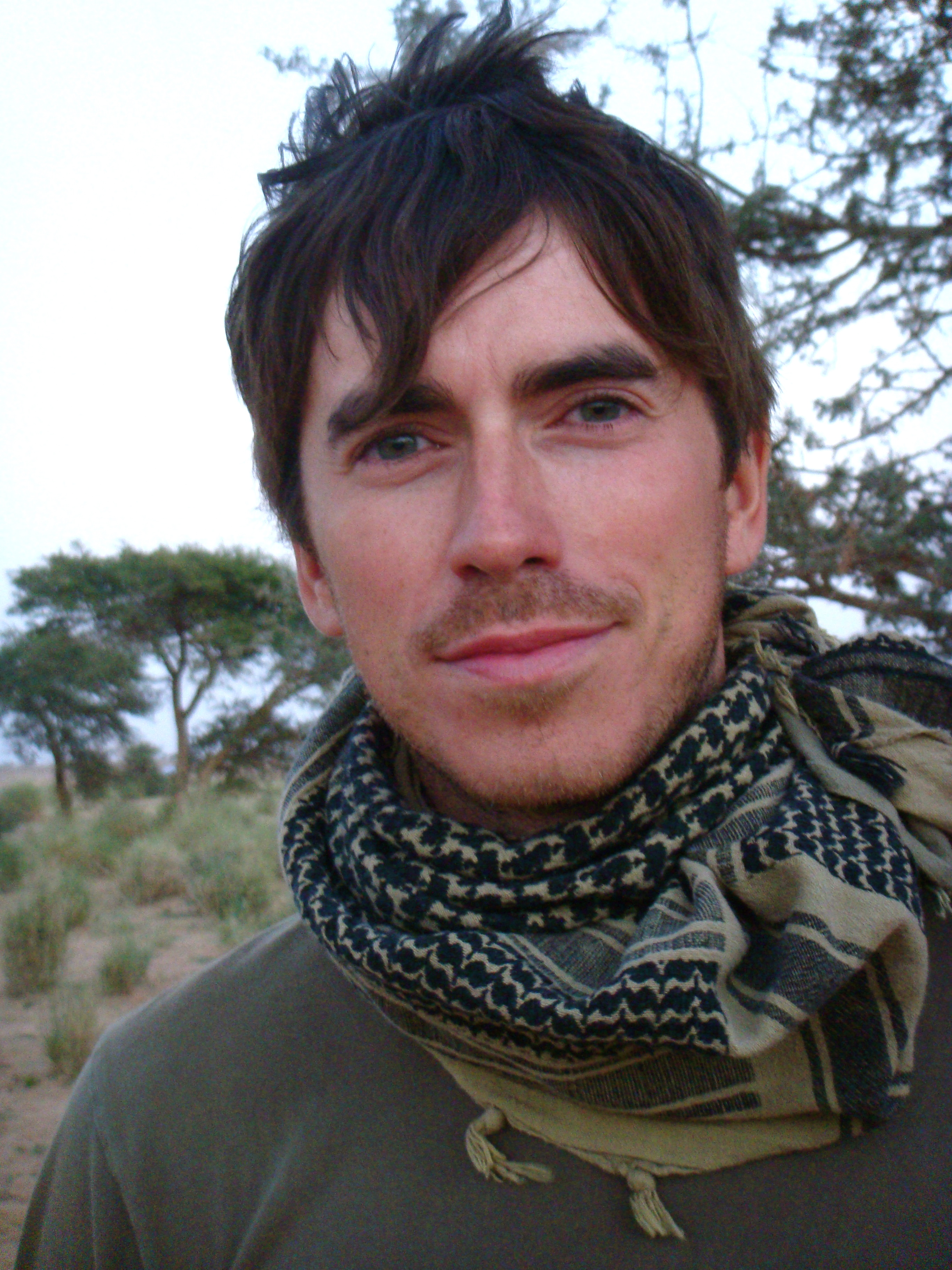
Simon Reeve (2009)

Simon Alan Reeve (* September 1972 in Hammersmith, London) ist ein britischer Autor, Dokumentarfilmer und Fernsehmoderator.
Simon Reeve lebt in London und beschäftigt sich mit dem Internationalen Terrorismus, Konfliktlösungen und Reisedokumentationen in kaum bekannten Gebieten. Er hat mehrere Bücher verfasst, unter anderem The New Jackals und Ein Tag im September.

## Fernsehdokumentationen (Auswahl)

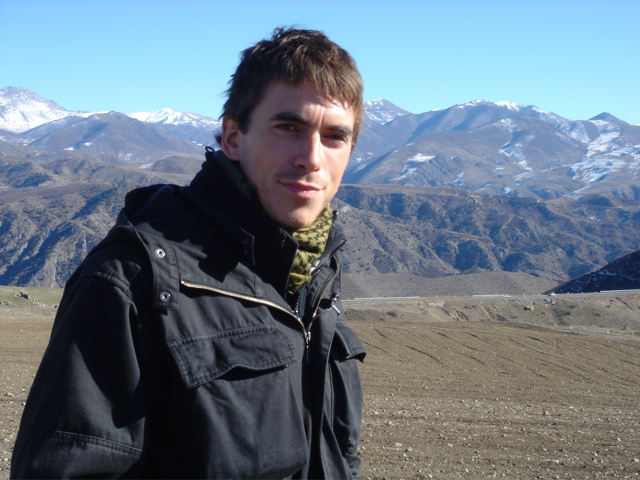
Simon Reeve an der Grenze von Bergkarabach (2004)

### Places That Don’t Exist
Holidays in the Danger Zone: Places That Don’t Exist ist eine fünfteilige, von Simon Reeve entwickelte, geplante und präsentierte BBC-Serie über Regionen mit De-facto-Regimen, die bislang international nicht oder nur vereinzelt anerkannt worden sind und von anderen Ländern beansprucht werden, da es sich aus deren Sicht um illegitime Sezessionen aus ihrem Staatsgebiet handelt: Somaliland, Transnistrien, Taiwan, Südossetien und Bergkarabach.

### Meet the Stans
Meet the Stans ist eine vierteilige BBC-Serie über Zentralasien, wiederum von Reeve entwickelt und präsentiert. Seine Reise brachte ihn vom Nordwesten Kasachstans, entlang der russischen Grenze durch Kirgisistan und Tadschikistan bis nach Afghanistan, ins westliche Usbekistan und in die legendären Städte der Seidenstraße, Samarkand und Bukhara.

### House of Saud
Eine Dokumentation von BBC Two und der BBC World-Serie, die in Saudi-Arabien gedreht wurde, präsentiert und entwickelt von Simon Reeve. Protagonisten des Films waren unter anderem saudische Prinzen, islamische Militärs, aber auch Jugendliche und der ehemals beste Freund von Osama Bin Laden.
House of Saud wurde erstmals 2004 ausgestrahlt.

### Equator
Eine Dokumentation von BBC television aus dem Jahre 2006: Reeve reist entlang des Äquators (bis auf Somalia).

### Tropic of Capricorn
Eine Dokumentation von BBC television, die im Jahre 2008 ausgestrahlt wurde. Reeve reist entlang des Wendekreises des Steinbocks.

### Tropic of Cancer
Eine Dokumentation von BBC television, welche zunächst auf BBC Two im Jahre 2010 ausgestrahlt wurde. Reeve reist entlang des Wendekreises des Krebses.

### Indian Ocean
In dieser sechsteiligen BBC TV-Serie, ausgestrahlt 2012, reist Reeve entlang des Randes des Indischen Ozeans.

## Werke (Auswahl)
- Ein Tag im September. Die Geschichte des Geiseldramas bei den Olympischen Sommerspielen in München 1972 (One day in September). Heyne, München 2006, ISBN 3-453-50012-1.
  - Ein Hintergrundbericht über die Entführung von elf israelischen Sportlern während der Olympischen Spiele 1972 in München durch palästinensische Terroristen. Das Buch behandelt die Geiselnahme sowie das darauffolgende Massaker und zeigt brisante Fehler und Fahrlässigkeiten von Politik und Polizei.
  - Das Buch erschien nach dem gleichnamigen Film und ergänzt diesen laut Regisseur Kevin Macdonald um die Aspekte, für die im Film kein Platz mehr war.[4] Der Film gewann 2000 den Oscar als bester Dokumentarfilm.
- The New Jackals. Ramzi Yousef, Osama Bin Laden, and the Future of Terrorism. Northeastern University Press, Boston, Mass. 2002, ISBN 1-555-53509-7.
  - Das 1998 veröffentlichte Buch warnte vor Terroranschlägen von Ausmaßen des Anschlags auf New York (9/11) und beschäftigte sich mit Osama bin Laden und al-Qaida. Reeve versuchte anhand geheimer Dokumente und Berichte die Existenz, Entwicklung und Ziele von al-Qaida darzustellen. Das Buch war ein New-York-Times-Bestseller und verkaufte sich auch international.
- The millenium bomb. Countdown to £ 400 billion catastrophe. Vision Books, London 1996, ISBN 1-901250-00-8.

## Auszeichnungen (Auswahl)
- 2012: Ness Award der Royal Geographical Society „für die Popularisierung der Geographie durch Fernsehreisedokumentationen und schreiben“[5]
- One World Broadcasting Trust Award der One World Media „für herausragende Beiträge zu größerem Weltverständnis“[5]